# Lokalbahn Rhein–Ettenheimmünster
| Kursbuchstrecke (DB): | 303a (1950)                                           |                         |                         |
| Kursbuchstrecke: | 303a (Orschweier – Ettenheimmünster 1946) 305r (1944) |                         |                         |
| Streckenlänge: | 15,9 km                                               |                         |                         |
| Spurweite: | 1000 mm, ab 1922/1927: 1435 mm                        |                         |                         |
| Maximale Neigung: | 20 ‰                                                  |                         |                         |
| Minimaler Radius: | Schmalspur: 80 m, Normalspur: 180 m                   |                         |                         |
| |                                                       |                         |                         |
| \| \| 0,0 \| Rheinufer \| Rheinufer \| \| \| 3,0 \| Kappel \| Kappel \| \| \| 5,5 \| Grafenhausen \| Grafenhausen \| \| \| \| Mannheim–Konstanz \| \| \| \| 8,0 \| Orschweier Nebenbahnhof \| Orschweier Nebenbahnhof \| \| \| 10,9 \| Ettenheim \| Ettenheim \| \| \| 14,5 \| Münchweier \| Münchweier \| \| \| 15,9 \| Ettenheimmünster \| Ettenheimmünster \| |                                                       |                         |                         |
| Kopfbahnhof Streckenanfang (Strecke außer Betrieb) | 0,0                                                   | Rheinufer               | Rheinufer               |
| Bahnhof (Strecke außer Betrieb) | 3,0                                                   | Kappel                  | Kappel                  |
| Bahnhof (Strecke außer Betrieb) | 5,5                                                   | Grafenhausen            | Grafenhausen            |
| Kreuzung geradeaus oben (Strecke geradeaus außer Betrieb) |                                                       | Mannheim–Konstanz       | Mannheim–Konstanz       |
| Spitzkehrbahnhof links (Strecke außer Betrieb) | 8,0                                                   | Orschweier Nebenbahnhof | Orschweier Nebenbahnhof |
| Bahnhof (Strecke außer Betrieb) | 10,9                                                  | Ettenheim               | Ettenheim               |
| Bahnhof (Strecke außer Betrieb) | 14,5                                                  | Münchweier              | Münchweier              |
| Kopfbahnhof Streckenende (Strecke außer Betrieb) | 15,9                                                  | Ettenheimmünster        | Ettenheimmünster        |

Die Lokalbahn Rhein–Ettenheimmünster wurde am 22. Dezember 1893 von einem Konsortium aus der Eisenbahnbau- und Betriebsunternehmung Vering & Waechter, Mitteldeutscher Creditbank und Moritz von Cohn in Betrieb genommen und mit Wirkung zum 1. April 1899 in die Deutsche Eisenbahn-Betriebsgesellschaft AG eingebracht.

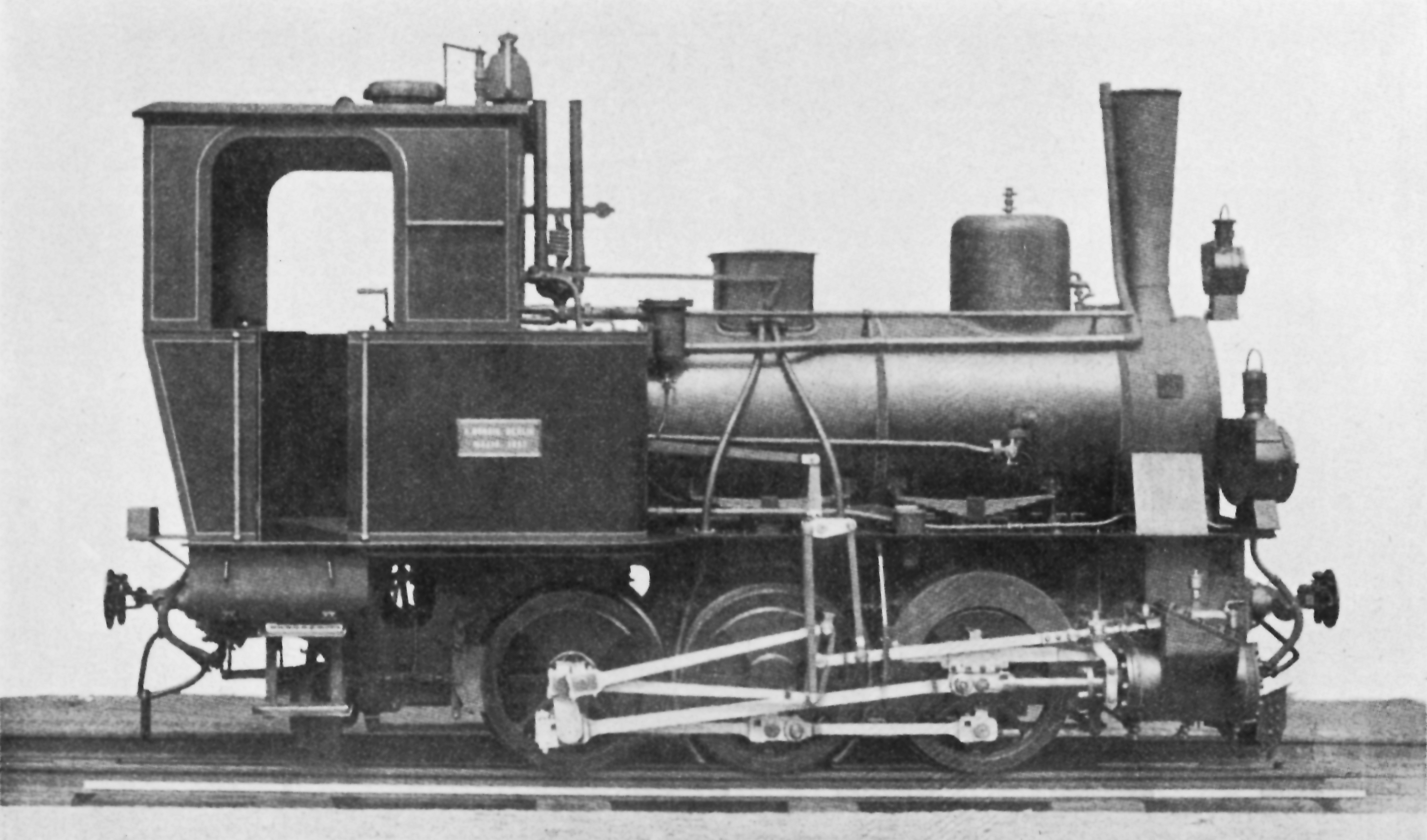
Schmalspurlokomotive 3s, Werksfoto

Sie begann am Rheinufer gegenüber dem elsässischen Ort Rheinau, der mit Straßburg durch eine Überlandstraßenbahn verbunden war und zu dem eine Schiffbrücke hinüber führte. Die Bahn verlief ostwärts durch die Tiefebene nach Orschweier – heute zu Mahlberg gehörend –, wo sie die Badische Hauptbahn Offenburg–Freiburg kreuzte. Dann führte sie weiter in den Schwarzwald hinein über das Barockstädtchen Ettenheim, wo sich der Betriebsbahnhof befand, bis zum Endpunkt in Ettenheimmünster.
Während die beiden Streckenäste nur drei- bis fünfmal täglich befahren wurden, wies die Teilstrecke Orschweier–Ettenheim die doppelte Zahl an Zugpaaren auf.
In der Krisenzeit nach dem Ersten Weltkrieg versuchte die Bahngesellschaft den Betrieb zu straffen. Daher wurde der westlich von Orschweier liegende Abschnitt – also die Hälfte der Bahn – am 24. Oktober 1921 stillgelegt und anschließend abgebaut. Schon seit 1918 wurde die Strecke Rheinufer–Kappel nicht mehr bedient, weil das linke Rheinufer inzwischen französisch geworden war.
Der östliche Teil wurde als „Kleinbahn Orschweier–Ettenheimmünster“ auf Regelspur umgespurt, wofür der Betrieb am 6. August 1922 vorläufig eingestellt wurde. Die Wiedereröffnung fand am 17. September 1922 bis Ettenheim und am 21. Januar 1923 bis Münchweier statt. Der letzte Teil folgte erst am 11. Dezember 1927.
In dieser Form überdauerte die Bahn die folgenden Jahrzehnte einschließlich des Zweiten Weltkrieges. Mit Beginn des Sommerfahrplans 1954 wurde der Personenverkehr eingestellt, der schon längere Zeit durch Omnibusfahrten ergänzt worden war. Der Güterverkehr ab Ettenheim ruhte seit dem 18. August 1957 und der restliche Verkehr endete am 31. August 1966. Zu dieser Zeit war die Bahn – seit 1963 – schon Eigentum der Südwestdeutschen Eisenbahn-Gesellschaft (SWEG).